# خلیج ائوبویا

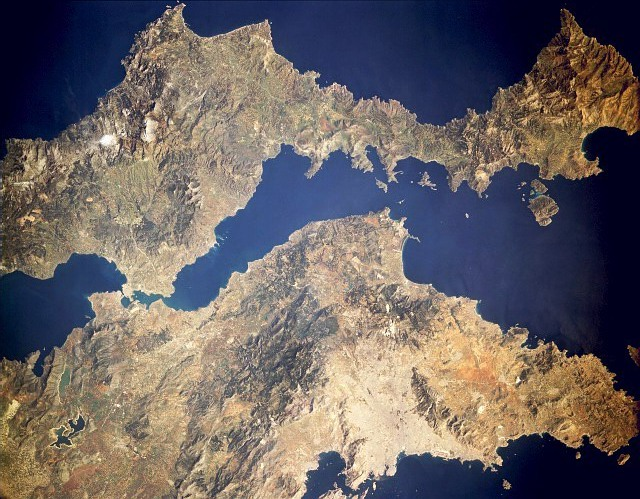
نمای هوایی ناسا از جغرافیای خلیج ائوبویا - ۲۰۰۷

خلیج ائوبویا (یونانی: Ευβοϊκός Κόλπος) شاخه‌ای از دریای اژه بین جزیره ائوبویا (خط ساحلی شمال شرقی) و سرزمین اصلی یونان (خط ساحلی جنوب غربی) است. این خلیج که به صورت مورب در جهت شمال غرب-جنوب شرق ادامه دارد، با تنگه باریک اوریپوس، در کنار شهر خالکیس تقسیم می‌شود. خلیج ائوبویای شمالی حدود ۸۰ کیلومتر درازا و تا (۲۴ کیلومتر پهنا، و خلیج ائوبویای جنوبی حدود ۴۸ کیلومتر درازا و حداکثر ۱۴ کیلومتر پهنا دارد.